# Surentraînement
 (avril 2008).
Si vous disposez d'ouvrages ou d'articles de référence ou si vous connaissez des sites web de qualité traitant du thème abordé ici, merci de compléter l'article en donnant les références utiles à sa vérifiabilité et en les liant à la section « Notes et références ».
En sport, le surentraînement (ou surentrainement), ou plus précisément le « syndrome de surentraînement », désigne un excès d'entraînement sportif pouvant être préjudiciable au sportif. Il est plus ou moins finement mesuré par des données ergométriques (« test d'effort », taux de lactate lors d'un exercice progressif...) et psychologiques (altération du profil de l'humeur).
Le surentraînement est un risque naissant de l'exploitation trop forte du corps qui fatigue et ne parvient plus à atteindre ses performances habituelles, tout comme la blessure causée ou aggravée par la fatigue. Le repos est donc important et considéré comme une maintenance de leur « outil de travail ». Soigneusement minuté, il peut affecter la vie sociale, avec des sportifs fatigués et plus enclins à se blesser s'ils ont l'habitude de faire la fête, fortement encouragés à se coucher tôt et à ne pas se fatiguer dans leurs activités personnelles.
Des études montrent un risque certain au-delà de huit heures d'activités sportives intensives par semaine.

## Les causes du surentraînement
La prévention comme la guérison du syndrome de surentraînement passe par l’identification et la suppression de ses causes. Sinon, ce dernier reviendra systématiquement. Les causes principalement évoquées sont variées, et peuvent se combiner : 
- charge d’entraînement (volume et intensité) excessive ;
- augmentation trop rapide du volume et de l’intensité d’entraînement ;
- récupération insuffisante ;
- problèmes médicaux ;
- aberrations nutritionnelles ;
- fréquence de compétitions de haut niveau trop élevée ;
- stress environnemental inhabituel (canicule, hiver rude, etc.) ;
- stress psychologique inhabituel (personnel, professionnel, etc.) ;
- insomnie.

## Les symptômes du surentraînement
Les symptômes du surentraînement sont très variés, et pourraient être catégorisés de manière plus précise. Ils peuvent être objectifs (observables) ou subjectifs (décelables notamment par entretien). De manière globale et incomplète, on en retiendra les principales manifestations suivantes, qui peuvent se cumuler :
- chute inexpliquée (progressive ou soudaine) du niveau de performance ;
- besoin de sommeil (et de récupération en général) accrue ;
- sommeil et humeur perturbée (augmentation de l’agressivité, irritabilité, sautes d’humeur, instabilité émotionnelle…) ;
- jambes lourdes ;
- infections et maladies plus fréquentes (immunodépression) ;
- perte du « goût » de l’effort, de la motivation à l’entraînement comme en compétition ;
- baisse de la capacité de concentration ;
- baisse de l’appétit, troubles digestifs ;
- fonctionnement de l’organisme perturbé au repos (rythme et débit cardiaque, fréquence respiratoire), mais aussi parfois pendant l’effort et la récupération ;
- diminution de la masse maigre ;
- anémie d’installation progressive.

## Sources
(mai 2009).
- Petitbois, Cazorla, Deleris - L'examen sanguin pour la détection du surentraînement : état des connaissances
- Cahier de l'INSEP no 27 - Sport de haut niveau et récupération
- Broussal - Surentraînement : la zone rouge du sportif (Le Monde du Muscle no 270)
- Prevost - Le surentraînement (revue santé sport et préparation physique no 4)